# Lübeck Domkirke
Lübeck Domkirke (tysk: Lübecker Dom) er Lübecks ældste kirke. Grundstenen blev allerede lagt i 1160 af Lübecks grundlægger Henrik Løve. Kirken blev først opført som romansk kirke og blev 1335 en gotisk hallekirke. Lübeck Domkirken var den første store murstenskirke i Nordtyskland.
I kirkens indre befinder sig triumfkorset af Bernt Notke.
Kirken blev svært beskadiget ved et britisk luftangreb den 29. marts 1942, hvor det ældste kendte dannebrog gik til.